# Zachary David
Zachary David, né le 14 août 2007, est un pilote automobile philippin engagé sous licence maltaise. En 2025, il participe au championnat Super Formula Lights avec l'équipe B-Max Racing et au championnat d'Europe de Formule Régionale 2025 avec CL Motorsport.

## Carrière

### Karting
Zachary David découvre le sport automobile au cours de son enfance aux Philippines, en s'engageant en karting. Dans son pays natal et en Asie, il remporte de nombreux championnats nationaux et régionaux,.
Il part ensuite en en Europe en 2019, où il prend part à la WSK Euro Series et à la WSK Super Master Series, qu'il termine respectivement 35e et 56e. Plus tard dans l'année, il rejoint la catégorie OKJ et termine douzième du Karting Academy Trophy. L'année suivante, il s'engage à la fois en Europe et en Asie, avec une huitième place au FIA Karting Trophy , une trente-deuxième place finale en WSK Euro OK Junior. En 2021, David dispute sa première saison complète en Europe. Il termine neuvième place lors des WSK Final Cup septième lors des South Garda Winter Cup ,
En 2022, il rejoint la Sauber Academy.

### Formule 4

#### 2022

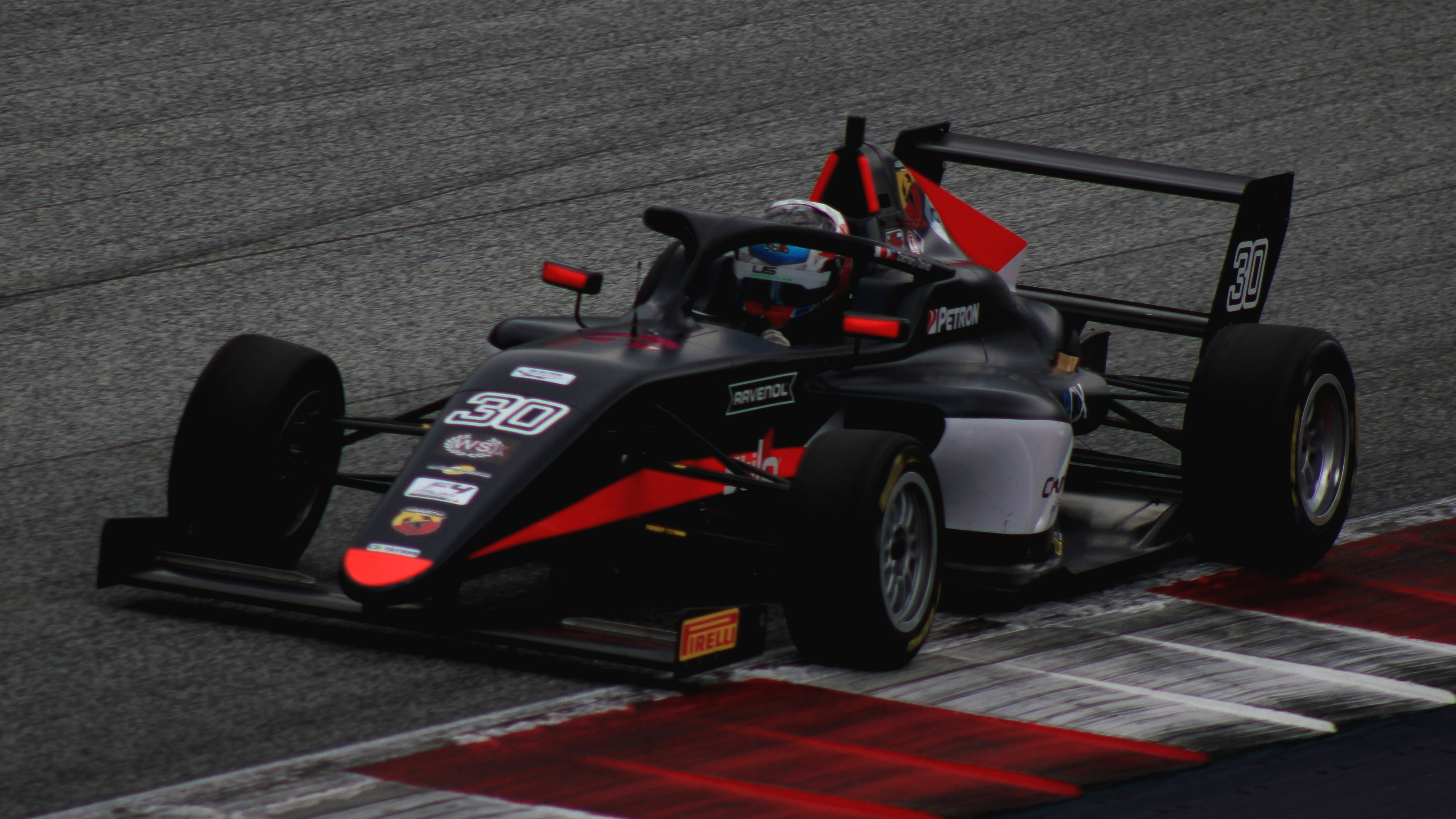
David au Red Bull Ring durant le Championnat d'Allemagne de Formule 4

David fait ses débuts en monoplace lors du championnat ADAC de Formule 4 avec US Racing lors de la manche du Lausitzring. Plus tard dans l'année, toujours avec US Racing, il dispute cinq courses du championnat d'Italie de Formule 4. Il inscrit six points avec une septième place acquise lors de sa dernière course disputée dans le championnat.

#### 2023

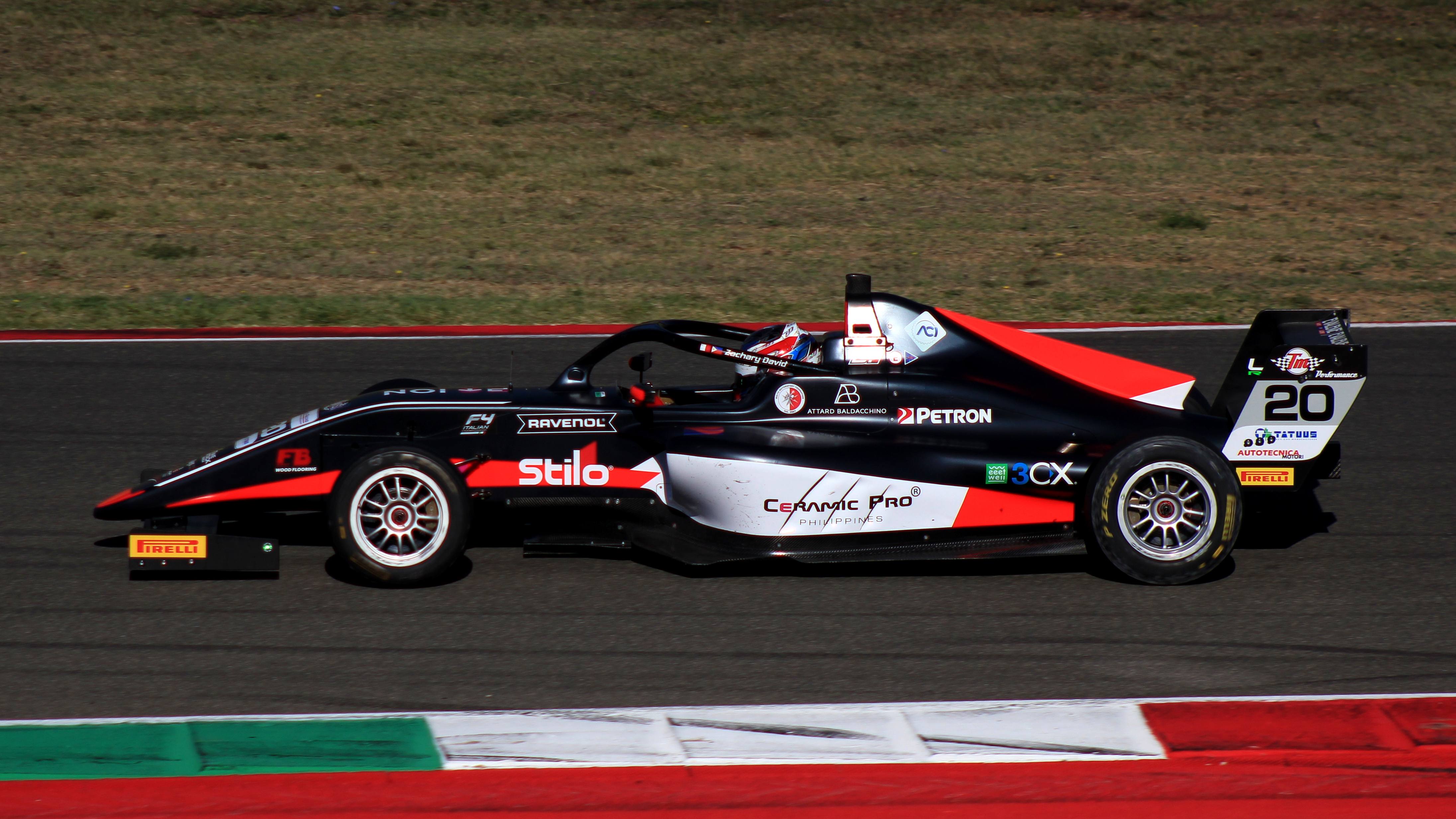
David au Circuit du Mugello durant le championnat d'Italie de Formule 4

Pour la saison 2023, David s'engage dans le championnat des Emirats Arabes Unis de Formule 4 avec R-ace GP. Il remporte sa première victoire lors de la deuxième manche, disputée au Kowait Motor Town,,.
Il participe aussi aux Formula Winter Series, en rejoignant le championnat à partir de la quatrième manche, disputée sur le circuit de Barcelone. Lors de la première course du week-end, après s'être élancé en troisième position, David remonte jusqu'à prendre la tête et remporte sa première victoire dans le championnat. Lors de la seconde course, il s'élance de la pole position et conserve la tête jusqu'à la fin. Il réalise également le meilleur tour lors des deux courses.
Pour sa campagne principale, le Philippain reste chez US Racing et s'engage dans un double programme en championnat d'Italie de Formule 4 et dans le championnat d'Euro 4 . Avec un total de 144 points et 4 podiums, il termine à la septième place du championnat italien,.

### Formule Régionale

#### 2024

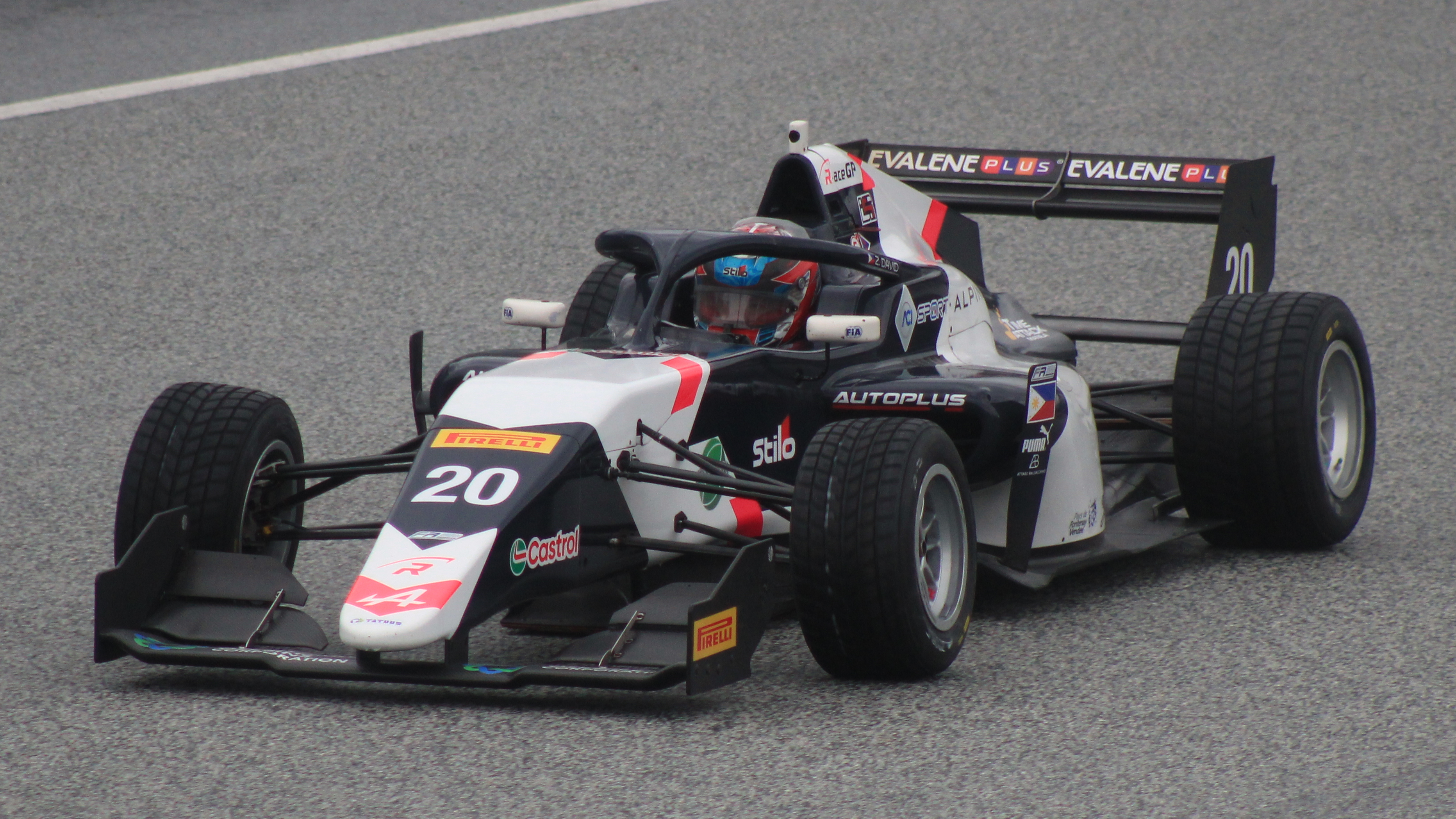
David sur le Red Bull Ring durant le championnat d'Europe de Formule Régionale

David fait ses débuts en Formule Régionale lors du championnat du Moyen-Orient 2024 avec R-ace GP,. Dès la deuxième course de la première manche, il termine deuxième derrière Arvid Lindblad. Avec un total de 112 points pour quatre podiums, il se classe quatrième du championnat, à égalité de points avec Mari Boya.
Il s'engage ensuite dans le championnat d'Europe, toujours avec R-ace GP, aux côtés de Tuukka Taponen et d'Enzo Deligny,,. Lors de la première course de l'épreuve de Spa-Francorchamps, il termine quatrième sous le drapeau à damier mais termine finalement troisième. Lors de la deuxième course de l'épreuve d'Imola, il termine de nouveau quatrième. Le Philippain termine la saison à la treizième place du championnat avec 58 points.

#### 2025
Pour la saison 2025, il reste dans le championnat d'Europe de Formule Régionale, cette fois-ci avec CL Motorsport,.

### Super Formula Lights
En 2025, en parallèle de sa campagne en Formule Régionale, le Philippin s'engage Super Formula Lights avec l'équipe B-Max Racing,,,.

## Résultats en Karting

### Sommaire des résultats en Karting
| Saison   | Championnat                               | Ecurie                   | Position |
| -------- | ----------------------------------------- | ------------------------ | -------- |
| 2015     | Philippine Open Karting Series - Micro    |                          | 1st      |
| 2018     | Macao Int. Kart Grand Prix - Mini ROK     | IS Racing                | 2nd      |
| 2018     | Super Kart Series Philippines - Cadet     |                          | 1st      |
| 2018     | Super Kart Series Philippines - Mini ROK  |                          | 1st      |
| 2019     | WSK Champions Cup - 60 Mini               | KR Motorsport            | 20th     |
| 2019     | WSK Super Master Series - 60 Mini         | KR Motorsport            | 56th     |
| 2019     | WSK Euro Series - 60 Mini                 | KR Motorsport            | 35th     |
| 2019     | FIA Karting Academy Trophy                | Philippines              | 12th     |
| 2019     | 48° Trofeo delle Industrie - OK Junior    | Team Driver Racing Kart  | 15th     |
| 2019     | IAME Asia Final - Junior                  | IS Racing                | 7e       |
| 2020     | IAME Asia Cup - Junior                    | IS Racing                | 11th     |
| 2020     | FIA Karting Academy Trophy                | Philippines              | 8th      |
| 2020     | WSK Euro Series - OK Junior               | Kart Republic Motorsport | 32nd     |
| 2020     | IAME Euro Series 2021 - X30 Junior        |                          | 51st     |
| 2021     | WSK Super Master Series - OK Junior       |                          | 24th     |
| 2021     | WSK Euro Series - OK Junior               |                          | 41st     |
| 2021     | WSK Open Cup - OK                         |                          | 13th     |
| 2021     | WSK Final Cup - OK                        |                          | 9th      |
| 2021     | Champions of the Future - OK Junior       |                          | 24th     |
| 2021     | FIA Karting European Champ - OK Junior    |                          | 53rd     |
| 2021     | 26° South Garda Winter Cup - OK           |                          | 7e       |
| 2022     | Champ. of the Future - Winter Series - OK | Sauber Academy           | 32nd     |
| 2022     | FIA Karting European Championship - OK    | Sauber Academy           | 18th     |
| 2022     | FIA Karting World Championship - OK       | Sauber Academy           | 9th      |
| 2022     | Italian ACI Karting Championship - OK     | Sauber Academy           | 5th      |
| Source,: |                                           |                          |          |

### Résultats complets du Grand Prix International de Kart de Macao
| Saison    | Championnat                     | Ecurie                | Catégorie               | Pre-Finale | Finale |
| --------- | ------------------------------- | --------------------- | ----------------------- | ---------- | ------ |
| 2015      | Asian Karting Open Championship | Formula E Racing Team | Mini ROK                | ?          | ?      |
| 2016      | Asian Karting Open Championship | Empire Racing Team    | Mini ROK                | ?          | ?      |
| 2017      | Asian Karting Open Championship | VS Racing Team        | Mini ROK                | 21st       | 9th    |
| 2018      | Asian Karting Open Championship | IS Racing Team        | Mini ROK                | ?          | 2nd    |
| 2019      | Asian Karting Open Championship | IS Racing Team        | Formula 125 Junior Open | 2nd        | 2nd    |
| Sources,: |                                 |                       |                         |            |        |

### Résultat complet du festival d'Asie de Karting de Macao
| Saison    | Championnat                     | Ecurie             | Catégorie | Finale |
| --------- | ------------------------------- | ------------------ | --------- | ------ |
| 2016      | Asian Karting Open Championship |                    | Mini ROK  | 4e     |
| 2017      | Asian Karting Open Championship | Empire Racing Team | Mini ROK  | 1st    |
| Sources,: |                                 |                    |           |        |

## Résultats en carrière

### Résultats en monoplace
| Saison | Championnat                                      | Écurie            | Courses | Victoires | Pole positions | Meilleurs tours | Podiums | Points | Classement |
| ------ | ------------------------------------------------ | ----------------- | ------- | --------- | -------------- | --------------- | ------- | ------ | ---------- |
| 2022   | Championnat d'Italie de Formule 4                | US Racing         | 6       | 0         | 0              | 0               | 0       | 6      | 20e        |
| 2022   | Championnat d'Allemagne de Formule 4             | US Racing         | 3       | 0         | 0              | 0               | 0       | 22     | 15e        |
| 2023   | Championnat des Émirats arabes unis de Formule 4 | R-ace GP          | 15      | 1         | 0              | 0               | 2       | 59     | 8e         |
| 2023   | Formula Winter Series                            | US Racing         | 2       | 2         | 1              | 2               | 2       | 53     | 5e         |
| 2023   | Championnat d'Italie de Formule 4                | US Racing         | 21      | 0         | 0              | 2               | 4       | 144    | 7e         |
| 2023   | Championnat d'Euro 4                             | US Racing         | 9       | 0         | 0              | 1               | 0       | 76     | 7e         |
| 2024   | Formule Régionale Moyen-Orient                   | R-ace GP          | 15      | 0         | 0              | 0               | 4       | 112    | 4e         |
| 2024   | Formule Régionale Europe                         | R-ace GP          | 20      | 0         | 0              | 0               | 1       | 55     | 14e        |
| 2025   | Super Formula Lights                             | B-Max Racing Team | 8       | 0         | 0              | 0               | 1       | 17     | 5e*        |
| 2025   | Formule Régionale Europe                         | CL Motorsport     | 6       | 0         | 0              | 0               | 0       | 0      | 24e        |

* Saison en cours.

### Championnat d'Italie de Formule 4
Les courses en Gras indiquent une pole position, celles en italique indiquent un meilleur tour.
| Saison | Ecurie    | 1       | 2       | 3     | 4       | 5         | 6       | 7     | 8       | 9       | 10      | 11        | 12       | 13      | 14        | 15       | 16       | 17        | 18      | 19      | 20      | 21       | 22      | C.P | Points |
| ------ | --------- | ------- | ------- | ----- | ------- | --------- | ------- | ----- | ------- | ------- | ------- | --------- | -------- | ------- | --------- | -------- | -------- | --------- | ------- | ------- | ------- | -------- | ------- | --- | ------ |
| 2022   | US Racing | IMO 1   | IMO 2   | IMO 3 | MIS 1   | MIS 2     | MIS 3   | SPA 1 | SPA 2   | SPA 3   | VLL 1   | VLL 2     | VLL 3    | RBR 1   | RBR 2 Abd | RBR 3 12 | RBR 4 17 | MNZ 1 33† | MNZ 2 7 | MNZ 3 A | MUG 1   | MUG 2    | MUG 3   | 20e | 6      |
| 2023   | US Racing | IMO 1 6 | IMO 2 3 | IMO 3 | IMO 4 5 | MIS 1 Abd | MIS 2 6 | MIS 3 | SPA 1 2 | SPA 2 6 | SPA 3 2 | MNZ 1 26† | MNZ 2 11 | MNZ 3 6 | LEC 1 34† | LEC 2 5  | LEC 3 14 | MUG 1 Abd | MUG 2 8 | MUG 3 7 | VLL 1 4 | VLL 2 23 | VLL 3 6 | 7e  | 144    |

### Championnat du Moyen-Orient de Formule Régionale
Les courses en Gras indiquent une pole position, celles en italique indiquent un meilleur tour.
| Saison | Ecurie   | 1        | 2      | 3         | 4        | 5          | 6         | 7         | 8         | 9          | 10       | 11       | 12     | 13       | 14       | 15       | C.P | Points |
| ------ | -------- | -------- | ------ | --------- | -------- | ---------- | --------- | --------- | --------- | ---------- | -------- | -------- | ------ | -------- | -------- | -------- | --- | ------ |
| 2024   | R-ace GP | YMC1 1 8 | YMC1 2 | YMC1 3 10 | YMC2 1 6 | YMC2 2 Abd | YMC2 3 10 | DUB1 1 11 | DUB1 2 15 | DUB1 3 Abd | YMC3 1 4 | YMC3 2 3 | YMC3 3 | DUB2 1 2 | DUB2 2 6 | DUB2 3 4 | 4e  | 112    |

### Championnat d'Europe de Formule Régionale
Les courses en Gras indiquent une pole position, celles en italique indiquent un meilleur tour.
| Saison | Ecurie        | 1         | 2        | 3       | 4        | 5       | 6        | 7       | 8        | 9        | 10      | 11       | 12      | 13       | 14      | 15        | 16      | 17       | 18       | 19       | 20      | C.P | Points |
| ------ | ------------- | --------- | -------- | ------- | -------- | ------- | -------- | ------- | -------- | -------- | ------- | -------- | ------- | -------- | ------- | --------- | ------- | -------- | -------- | -------- | ------- | --- | ------ |
| 2024   | R-ace GP      | HOC 1 Abd | HOC 2 16 | SPA 1 3 | SPA 2 12 | ZAN 1 8 | ZAN 2 18 | HUN 1 8 | HUN 2 12 | MUG 1 12 | MUG 2 6 | LEC 1 16 | LEC 2 7 | IMO 1 27 | IMO 2 4 | RBR 1 Abd | RBR 2 9 | CAT 2 21 | CAT 2 13 | MNZ 2 14 | MNZ 2 8 | 14e | 55     |
| 2025   | CL Motorsport | MIS 1     | MIS 2    | SPA 1   | SPA 2    | ZAN 1   | ZAN 2    | HUN 1   | HUN 2    | LEC 1    | LEC 2   | IMO 1    | IMO 2   | RBR 1    | RBR 2   | CAT 1     | CAT 2   | HOC 1    | HOC 2    | MNZ 1    | MNZ 2   | TBD | TBD    |